# Charta der Digitalen Grundrechte der Europäischen Union
Die Charta der Digitalen Grundrechte der Europäischen Union (kurz auch: Digitalcharta) ist eine Initiative von Netzaktivisten, Politikern, Wissenschaftlern, Schriftstellern, Journalisten und Bürgerrechtlern unter dem Dach der Zeit-Stiftung, die eine allgemeine und rechtlich verbindliche schriftliche Niederlegung von Grundrechten in der digitalen Welt auf europäischer Ebene fordern. Das Papier wurde am 30. November 2016 auf Deutsch, Englisch, Französisch und Spanisch veröffentlicht und sollte am 5. Dezember 2016 in Brüssel „dem Europäischen Parlament … und der Öffentlichkeit zur weiteren Diskussion übergeben“ werden. Die Entwicklung der Charta dauerte 14 Monate.

## Programm
Mit der Charta wurden die von den Initiatoren erwünschten digitalen Grundrechte in der Europäischen Union umfassend schriftlich niedergelegt. Den Urhebern ging es nicht darum einen verfassungsgebenden Text, sondern eine Grundlage für eine gesellschaftliche Diskussion über Grundrechte im digitalen Zeitalter vorzulegen. Die Charta soll im Ausschuss für bürgerliche Freiheiten, Justiz und Inneres des Europäischen Parlaments vorgestellt werden.
Die Charta beginnt mit einer Präambel, in der die Anerkennung der Allgemeinen Erklärung der Menschenrechte, der Europäischen Menschenrechtskonvention, der Charta der Grundrechte der Europäischen Union und der Grundrechts- und Datenschutzstandards der Europäischen Union und ihrer Mitgliedstaaten ausgedrückt wird, und setzt sich fort in 23 Artikeln.

## Hintergründe
Zur besseren Sicherung der Grundrechte im digitalen Raum sollen neue verbindliche Richtlinien auch über Landesgrenzen hinweg gültig sein. In dem Zeitalter der Digitalisierung ist es notwendig, die Rechtsgrundlage neu zu überdenken. Denn besonders die weltweite Vernetzung bietet Risiken und Chancen.
Am Anfang der Charta steht eine Bürgerinitiative, die sich mit der Beantwortung folgender Frage auseinandersetzt: „Wie lässt sich die Souveränität und Freiheit des Einzelnen in der digitalen Welt schützen – gegen die Totalüberwachung durch den Staat, aber ebenso auch gegen den Zugriff mächtiger Konzerne?“ Mit Hilfe der Charta der Digitalen Grundrechte, soll eine neue Grundlage geschaffen werden.
Zwar bestehen in den einzelnen Ländern bereits Abwehrkräfte, die genau diese Fragen regeln sollen, doch besteht durch die Entwicklungen in den letzten Jahren Handlungsbedarf. Denn „mit der technologischen Entwicklung [ergeben sich] neue Herausforderungen für das gesellschaftliche Zusammenleben und das Verhältnis zwischen Menschen und sowohl staatlichen als auch privaten Akteure[n]“ wird sich auch weiterhin so verändern, dass nicht alle Rechte auf das Internet übertragbar sind oder bleiben.
Den Entwicklungen der Globalisierung folgend, fordert die Initiative eine Ausweitung der Grundrechte auf zweifacher Ebene. Durch den Anspruch einer EU-weit gültigen, einheitlich Charta soll der Handlungs- und Abwehrbereich des Einzelnen auf ein größeres Gebiet ausgeweitet werden. Dadurch werden nicht nur die Rechte gegenüber dem eigenen Staat, sondern auch auf höherer Ebene gegen die EU gestärkt. Des Weiteren richtet sich die Charta gegen mächtige Konzerne mit Sitz im Ausland.
Die Charta betont, dass sie die bestehenden Rechte unterstützen und nicht aufheben möchte. Vielmehr ist es eine Initiative für eine offene Diskussion und ein weiteres Bewusstsein, um die Chancen und Risiken des digitalen Raums im Bezug auf die Rechte des Einzelnen zu thematisieren.

## Mitwirkende
Die Charta wird von den 75 Initiatoren und Unterstützern getragen. Auf Einladung der Zeit-Stiftung haben sich verschiedene Vertreter aus den Bereichen des öffentlichen Lebens zusammengesetzt und in verschiedenen Tagungen einen ersten Entwurf erarbeitet. Dieser ist über die Plattform digitalcharta.eu erreichbar. Jeder Besucher der Seite kann Veränderungsvorschläge einreichen und dadurch Mitwirkender werden. Ebenso wird über verschiedene Medien immer wieder für Mitbestimmung geworben, ganz gleich ob Unterschrift, neue Einträge, Kritik oder Änderungswünsche.

## Entwicklung der Charta der Digitalen Grundrechte der Europäischen Union

### Von der Idee bis zum Ersten Entwurf
Nach Gesprächen zwischen Martin Schulz, der bereits bei der Grundrechte Charta der EU 1999/2000 beteiligt war, dem damaligen FAZ-Mitherausgeber Frank Schirrmacher und dem ZEIT-Chefredakteur Giovanni di Lorenzo kam es zu dem Vorschlag, die Richtlinien für das Digitale Zeitalter anzupassen. Hieraus entwickelte sich eine Einladung der Zeit-Stiftung, an einer möglichen Gesetzesvorlage für neue digitale Grundrechte mitzuarbeiten. Diese Einladung wurde an 27 ausgewählte Bürgerinnen und Bürger aus den verschiedenen Bereichen des öffentlichen Lebens versendet.
Diese erste Entwicklungsphase dauerte 14 Monate. In mehreren Sitzungen wurden Artikel verhandelt, diskutiert, verworfen und neu ausgearbeitet. Am 30. November 2016 wurde die erste Fassung der Charta der Digitalen Grundrechte deutschlandweit unter anderem in der ZEIT, der Süddeutschen Zeitung, der Welt und dem Tagesspiegel veröffentlicht.

### Public Comment Phase
Auf die erste Veröffentlichung gab es Kritik von vielen Seiten. Dieser erste Entwurf, der von vielen als noch lange nicht ausgereift verstanden wurde, sollte zunächst für ein weiteres Bewusstsein innerhalb der Gesellschaft sorgen. Dieses Ziel wurde auf verschiedenen Plattformen angestrebt. Online wie offline sammelten die Initiatoren Stimmen aus der Bevölkerung. In dieser ersten allgemeinen Feedback-Phase wurden über 400 Kommentare auf der Webseite eingereicht. Des Weiteren wurden Podiumsdiskussionen, öffentliche Gesprächsrunden und ähnliche Informationsveranstaltungen initiiert.

### Beta-Version
Am 12. April 2017 wurde mit Hilfe der eingereichten Kommentare eine neue Version geschrieben und öffentlich zugänglich gemacht. Auf der offiziellen Seite wurden neue Kommentarfunktionen freigeschaltet. Dadurch war nicht mehr nur ein allgemeines Feedback möglich, sondern es konnten auch einzelne Artikel bearbeitet oder komplette Alternativvorschläge eingereicht werden, die dann öffentlich einseh- und kommentierbar waren. Die Mitwirkung wurde somit auch auf weitere Interessierte ausgeweitet. Für eine weitere Bekanntheit wurden auch soziale Medien genutzt.

### re:publica 2017
Am 9. Mai 2017 wurde im Rahmen der re:publica ein eintägiger Workshop mit Diskussionsgruppen und Gesprächsrunden mit den Initiatoren angeboten. Eingeladen wurden alle Interessierten über die offiziellen Kanäle der Charta der Digitalen Grundrechte sowie über die Veranstaltung selbst. Jeder Teilnehmer der Konferenz konnte an der öffentlichen Diskussion und einem eintägigen Workshop zur Weiterentwicklung der Beta-Version mitwirken. Alle Vorträge, Diskussionsergebnisse und Anregungen wurden live übertragen und stehen auf den Archivseiten der re:publica 2017 zur Verfügung. Eine Zusammenfassung der Vorschläge, die von über 700 Besuchern eingereicht wurden, sind auch von den Initiatoren gesammelt und der Öffentlichkeit verfügbar gemacht worden.

### Überarbeitete Version April 2018
Auf Grund der öffentlichen Kritik und bestärkt durch die vielen neuen Vorschläge, überarbeiteten die Initiatoren die Charta komplett. Eine neue Version wurde für Winter 2017/18 angekündigt und im April 2018 im Beisein von Bundesjustizministerin Katarina Barley präsentiert. Dabei wurde angekündigt, die überarbeitete Fassung 2018 der Digitalcharta zur weiteren Diskussion dem Parlament der Europäischen Union zu überreichen. Die einzelnen Artikel der Digitalcharta können auf digitalcharta.eu diskutiert werden. Es kann über jeden Artikel einzeln positiv abgestimmt werden. Die Abgabe von negativen Voten ist dagegen nicht möglich.

## Kritik
In einem Beitrag beim Netzauftritt der Frankfurter Allgemeinen Zeitung Ende November 2016 merkte Hendrik Wieduwilt zu dem Entwurf kritisch an, er lese sich „wie ein Wunschzettel gegen Hass, Datenmissbrauch und Diskriminierung im Internet“, sei jedoch „bei näherem Hinsehen“ sogar „ein Generalangriff gegen Internetdienste“ und bereite „einen radikalen Umbau der EU-Medienwirtschaft vor“.
„Digitale Grundrechte – warum eigentlich?“ fragt Niko Härting in der LTO vom 1. Dezember 2016 und attestiert der von diversen Prominenten und der Zeit-Stiftung veröffentlichten Digitalcharta, allenfalls gut gemeint, aber nicht gut gemacht zu sein – im Gegenteil: „Hinter der Forderung nach neuen Grundrechten lauern Zensurphantasien!“
Auch Michael Hanfeld von der Frankfurter Allgemeinen Zeitung kritisiert die geringe Belastbarkeit einiger Paragraphen und nennt diese „Gummiparagraphen“. Zudem kritisiert er, dass die Charta ausschließlich in Deutschland entstanden sei: „Das klingt nur scheinbar gut, ist in sich widersprüchlich und kann alles Mögliche bedeuten. Für eine Initiative, die ganz Europa durchdringen soll, ist das etwas wenig, zumal das Projekt daran krankt, dass es allein ‚Made in Germany‘ ist.“ Auch Härting kritisiert das rein deutsche Projekt: „Hohe Ansprüche also, aber eine sehr deutsche Aktion, die Aktivisten ganz unterschiedlicher Lager im gemeinsamen Glauben vereint, den richtigen Kurs für Europa zu kennen. Dahinter mag ein hehrer Anspruch stehen, aber auch eine vermessene Haltung. ‚Am deutschen Wesen mag die Welt genesen‘: In der langen deutschen Nachkriegszeit war dieses politische Schlagwort verpönt. Heute aber meint man, wir Deutschen seien dazu berufen, ‚digitale Grundrechte‘ für ganz Europa aus der Wiege zu heben.“

## Belege
1. ↑  DigitalCharta: Digitale Grundrechte in der Beta-Phase, basicthinking.de vom 5. Dezember 2016, abgerufen am 7. Dezember 2016
2. ↑  Hintergrund – Wir fordern Digitale Grundrechte. In: digitalcharta.eu. Abgerufen am 1. Dezember 2016.
3. ↑  Digitalcharta: Für digitale Grundrechte! In: Die Zeit. 30. November 2016, ISSN 0044-2070 (zeit.de [abgerufen am 1. Dezember 2016]).
4. ↑  Markus Beckedahl: Neue Initiative für eine gesellschaftliche Netzpolitik-Diskussion: Symbolische Charta der digitalen Grundrechte der EU, netzpolitik.org vom 30. November 2016, abgerufen am 1. Dezember 2016
5. ↑  Markus Böhm: Digitalisierung in Europa - Prominente entwerfen Charta digitaler Grundrechte, spiegel.de vom 30. November 2016, abgerufen am 1. Dezember 2016
6. 1 2 3  Wir fordern Digitale Grundrechte – Charta der Digitalen Grundrechte der Europäischen Union. Abgerufen am 17. Januar 2018 (deutsch).
7. ↑  Digitalcharta: Für digitale Grundrechte! In: Die Zeit. 30. November 2016, ISSN 0044-2070 (zeit.de [abgerufen am 17. Januar 2018]).
8. ↑  Digitalcharta: Für digitale Grundrechte! In: Die Zeit. 30. November 2016, ISSN 0044-2070 (zeit.de [abgerufen am 17. Januar 2018]).
9. ↑  DigitalCharta: Digitale Grundrechte in der Beta-Phase - BASIC thinking. In: BASIC thinking. 5. Dezember 2016 (basicthinking.de [abgerufen am 17. Januar 2018]).
10. ↑  Initiatorinnen und Initiatoren, digitalcharta.eu, abgerufen am 1. Dezember 2016
11. 1 2 3 4  Neuigkeiten – Wir fordern Digitale Grundrechte. Abgerufen am 17. Januar 2018 (deutsch).
12. ↑  Digitalcharta: Für digitale Grundrechte! In: Die Zeit. 30. November 2016, ISSN 0044-2070 (zeit.de [abgerufen am 17. Januar 2018]).
13. ↑  Digitalcharta: Für digitale Grundrechte! In: Die Zeit. 30. November 2016, ISSN 0044-2070 (zeit.de [abgerufen am 17. Januar 2018]).
14. ↑  Digitalcharta: Für digitale Grundrechte! In: Die Zeit. 30. November 2016, ISSN 0044-2070 (zeit.de [abgerufen am 17. Januar 2018]).
15. ↑  DigitalCharta: Digitale Grundrechte in der Beta-Phase - BASIC thinking. In: BASIC thinking. 5. Dezember 2016 (basicthinking.de [abgerufen am 17. Januar 2018]).
16. ↑  #DigitalCharta – Brauchen wir Grundrechte für das digitale Zeitalter? | re:publica. Ehemals im Original (nicht mehr online verfügbar); abgerufen am 17. Januar 2018 (englisch). (Seite nicht mehr abrufbar. Suche in Webarchiven)
17. ↑  #DigitalCharta Con – Wir fordern Digitale Grundrechte. Abgerufen am 17. Januar 2018 (deutsch).
18. ↑  Katharina Belihart: EU-Richtlinien im Internet: Zweiter Anlauf für die „Digitalcharta“. In: FAZ. 25. April 2018, abgerufen am 14. Juli 2018.
19. ↑  Hendrik Wieduwilt: Eine "Charta der Digitalen Grundrechte der EU" - Das letzte Wort. Frankfurter Allgemeinen Zeitung (online), 28. November 2016, abgerufen am 10. Dezember 2016.
20. 1 2 3  LTO: Digitale Grundrechte – warum eigentlich? In: Legal Tribune Online. (lto.de [abgerufen am 11. Dezember 2016]).
21. ↑  Michael Hanfeld: Charta „Digitale Grundrechte“: Aufbruch im Rückwärtsgang. Frankfurter Allgemeinen Zeitung (online), 4. Dezember 2016, abgerufen am 10. Dezember 2016.